# Кріс Гемсворт
Кріс Ге́мсворт (англ. Chris Hemsworth; нар. 11 серпня 1983, Мельбурн, Вікторія, Австралія) — австралійський актор, номінант на премію BAFTA в категорії «Висхідна зірка» (2012).
Здобув широку популярність після контракту з Marvel Studios на участь у фільмах Кіновсесвіту Marvel, в яких виконує роль Тора, починаючи з фільму 2011 року, що зробило його одним з найбільш високооплачуваних акторів у світі. Станом на липень 2025 року входить у топ-7 найкасовіших акторів усіх часів та у топ-10 найкасовіших акторів-виконавців головної ролі.

## Життєпис
Крістофер Хемсворт народився 11 серпня 1983 року в Мельбурні, в родині Леоні (уродженої ван Ос), вчительки англійської мови, та Крейга Гемсворта, консультанта соціальних служб. Він другий з трьох синів, після Люка (1980 р.н.) і перед Ліамом (1990 р.н.); обидва також актори. Його дідусь по матері — голландський іммігрант, а бабуся по матері — ірландського походження; по батьківській лінії має англійське, шотландське та німецьке коріння.
Відвідував середню школу в коледжі Хітмонт, Північна територія. перш ніж його сім'я переїхала на острів Філіппа.
У 2014 році Кріс став найсексуальнішим чоловіком за версією журналу People.

## Особисте життя
У 2010 році одружився з іспанською актрисою Ельзою Патакі, у подружжя троє дітей.

## Кар'єра

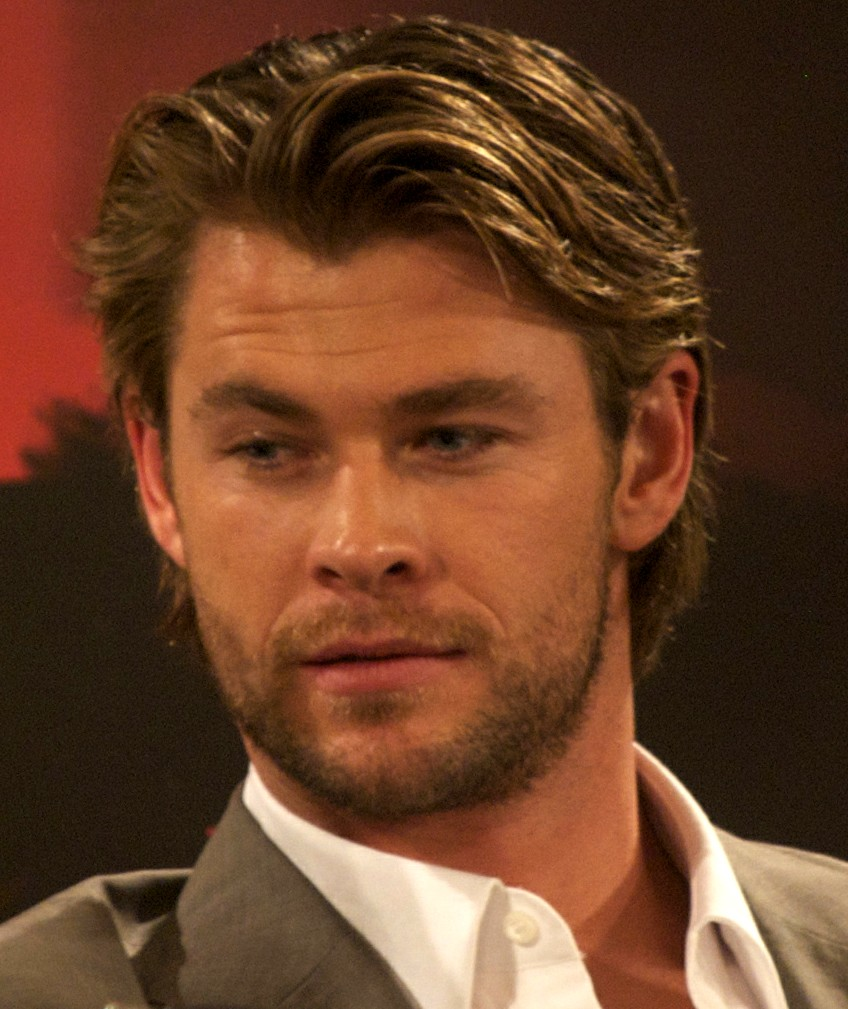
Гемсворт на прес-конференції присвяченій фільму «Тор», Лондон, квітень 2011.

Гемсворт розпочав свою кар'єру з ролей у австралійських телевізійних серіалах. У 2002 році знявся у трьох епізодах фентезійного серіалу «Guinevere Jones» у ролі короля Артура, а також у мильній опері «Сусіди» та в епізоді серіалу «Marshall Law».
У 2004 році Гемсворт пройшов прослуховування на роль Роббі Хантера в мильній опері «Додому і в дорогу». Він не отримав роль, але згодом був затверджений на роль Кіма Хайда. Кріс переїхав до Сіднея, щоб приєднатися до акторського складу, з'явившись у 189 епізодах серіалу і покинувши проєкт 3 липня 2007 року.
Гемсворт був учасником п'ятого сезону «Танців з зірками Австралії» в парі з професійною танцівницею Еббі Росс. Прем'єра сезону відбулася 26 вересня 2006 року, а через шість тижнів, 7 листопада, Хемсворт вибув. Поява Хемсворта у франшизі ледь не коштувала йому ролі Тора, оскільки продюсери кінофраншизи Marvel побоювалися, що фанати будуть розчаровані.
У 2009 році Гемсворт зіграв батька Джеймса Т. Кірка, Джорджа Кірка, у початкових сценах фільму «Зоряний шлях» Джей Джей Абрамса. Спочатку роль була запропонована Метту Деймону, але той відмовився. Джош Тайлер з CinemaBlend був вражений грою Кріса, описавши сцену з актором як «найкращі п'ять хвилин, які я провів у кінотеатрі цього року». Фільм мав успіх у прокаті, зібравши 385,7 млн доларів США. Того ж року Гемсворт зіграв персонажа Кейла Ґерріті у трилері «Ідеальна втеча». Фільм отримав змішані відгуки, але Гемсворта похвалили за гру «бандита-туриста».
Кріс зіграв у фільмі «Великі гроші» 2010 року разом з Шоном Біном, який став його першим фільмом після приїзду до США. У листопаді 2010 року журнал The Hollywood Reporter назвав Гемсворта одним із молодих акторів-чоловіків, які «пробиваються в голлівудський A-List celebrities».

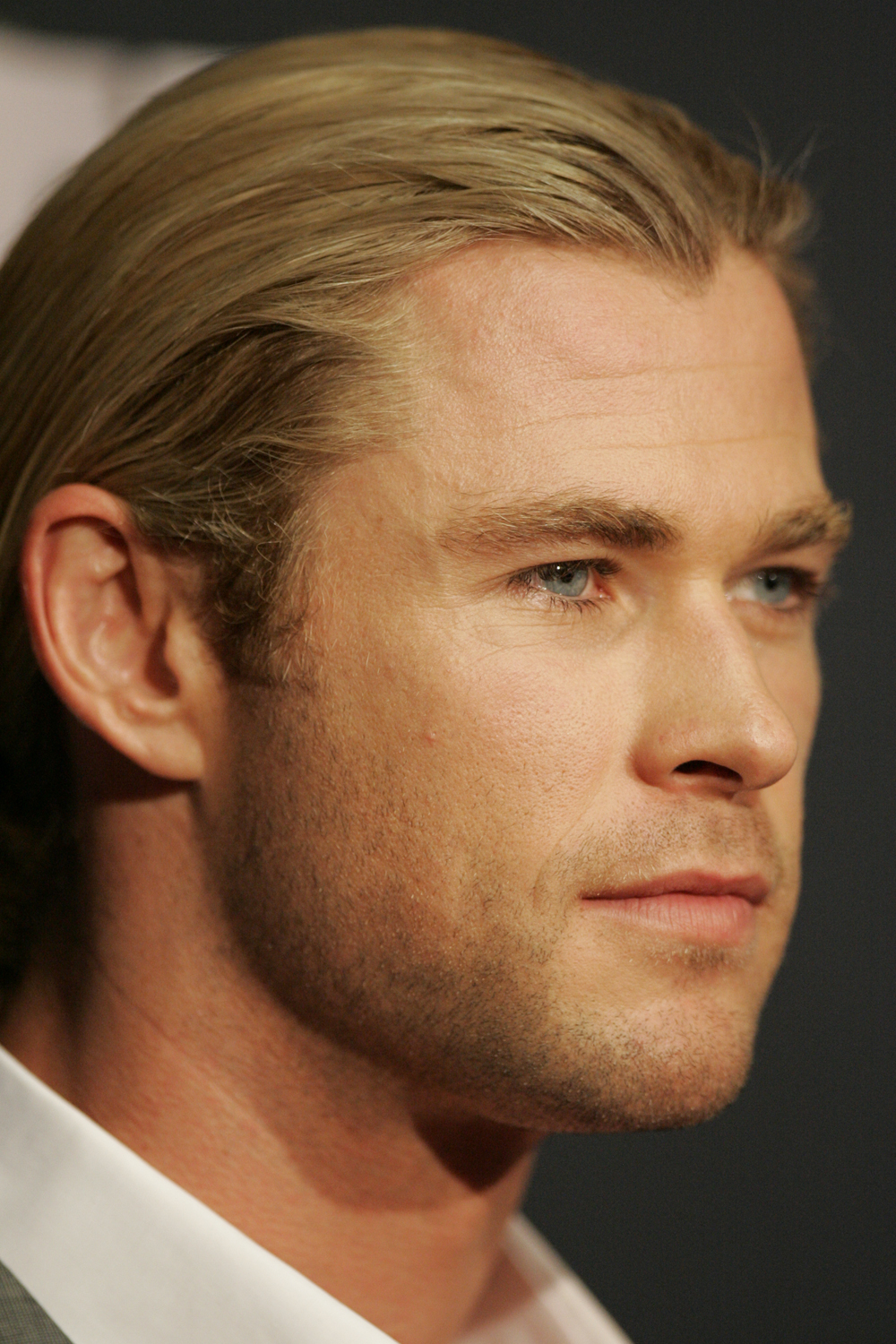
Гемсворт у 2013 році

У 2011 році Sony Pictures оголосила, що Гемсворт зіграє головну роль у трилері «Shadow Runner», але фільм так і не був знятий. Того ж року він отримав роль супергероя Тора у однойменному фільмі кіновсесвіту Marvel. За словами Гемсворта, він набрав 20 фунтів м'язів. Загалом Кріс відтворив цю роль у 12-ти проєктах кіновсесвіту, зокрема повнометражних фільмах «Месники» (2012), «Тор 2: Царство темряви» (2013), «Месники: Ера Альтрона» (2015), «Доктор Стрендж» (2016), «Тор: Раґнарок» (2017), «Месники: Війна нескінченності» (2018), «Месники: Завершення» (2019), «Тор: Любов і грім» (2022), «Месники: Судний день» (2026), мультсеріалі «А що як...?» (2021-24) та короткометражках «Команда Тора» (2016) і «Команда Тора 2» (2017).
У 2012 році виконав ролі у «Хижині в лісі», «Білосніжка та мисливець» та «Невловимі».
У 2013 році знявся у спортивній драмі Рона Говарда «Гонка» у ролі чемпіона світу з «Формули-1» 1976 року Джеймса Ханта. Генрі Барнс з The Guardian був вражений грою Гемсворта, похваливши актора за виконання «чудового сценарію» з «належною майстерністю».
У 2015 році знявся у бойовику «Хакер» Майкла Манна. Того ж року він зіграв у комедійному фільмі «Канікули» разом з Едом Гелмсом та історичній драмі «У серці моря». В інтерв'ю «Jimmy Kimmel Live!» Кріс розповів, що для підготовки до ролей голодуючих моряків акторів посадили на дієту в 500-600 калорій на день.
У 2016 році Гемсворт повторив роль мисливця Еріка у фільмі «Мисливець і Снігова королева» разом із Джессікою Честейн, яка зіграла його кохану. Пізніше Гемсворт приєднався до акторського складу «Мисливців за привидами», перезапуску відомої серії, зігравши адміністратора Кевіна.
Гемсворт повинен був повторити свою роль Джорджа Кірка в четвертому фільмі перезавантаженого кіносеріалу «Зоряний шлях», але покинув проект у серпні 2018 року; пізніше актор сказав, що сценарій видався йому непереконливим.

## Фільмографія

### Фільми
| Рік  |    | Українська назва                        | Оригінальна назва                 | Роль                            |
| ---- | -- | --------------------------------------- | --------------------------------- | ------------------------------- |
| 2009 | ф  | Зоряний шлях                            | Star Trek                         | Джордж Кірк                     |
| 2009 | ф  | Ідеальна втеча                          | A Perfect Getaway                 | Кейл                            |
| 2010 | ф  | Великі гроші                            | Ca$h                              | Сем Фелан                       |
| 2010 | кф | Оллі Клаблерштерф проти нацистів        | Ollie Klublershturf vs. the Nazis | Чед                             |
| 2011 | ф  | Тор                                     | Thor                              | Тор Одінсон                     |
| 2012 | ф  | Хижа в лісі                             | The Cabin in the Woods            | Курт Вауґхен                    |
| 2012 | ф  | Месники                                 | The Avengers                      | Тор Одінсон                     |
| 2012 | ф  | Білосніжка та мисливець                 | Snow White and the Huntsman       | мисливець Ерік                  |
| 2012 | ф  | Невловимі                               | Red Dawn                          | Джед Екерт                      |
| 2013 | ф  | Стартрек: Відплата                      | Star Trek Into Darkness           | Джордж Кірк                     |
| 2013 | ф  | Гонка                                   | Rush                              | Джеймс Гант                     |
| 2013 | ф  | Тор 2: Царство темряви                  | Thor: The Dark World              | Тор Одінсон                     |
| 2015 | ф  | Хакер                                   | Blackhat                          | Ніколас                         |
| 2015 | ф  | Месники: Ера Альтрона                   | Avengers: Age of Ultron           | Тор Одінсон                     |
| 2015 | ф  | Канікули                                | Vacation                          | Стоун Кренделл                  |
| 2015 | ф  | У серці моря                            | In the Heart of the Sea           | Оуен Чейз                       |
| 2016 | ф  | Мисливець і Снігова королева            | The Huntsman: Winter's War        | мисливець Ерік                  |
| 2016 | ф  | Мисливці на привидів                    | Ghostbusters                      | Кевін                           |
| 2016 | кф | Команда Тора                            | Team Thor                         | Тор Одінсон                     |
| 2016 | ф  | Доктор Стрендж                          | Doctor Strange                    | Тор Одінсон                     |
| 2017 | кф | Команда Тора: Частина 2                 | Team Thor: Part 2                 | Тор Одінсон                     |
| 2017 | ф  | Тор 3: Раґнарок                         | Thor: Ragnarok                    | Тор Одінсон                     |
| 2018 | ф  | 12 мужніх                               | 12 Strong                         | капітан Мітч Нельсон            |
| 2018 | ф  | Месники: Війна нескінченності           | Avengers: Infinity War            | Тор Одінсон                     |
| 2018 | ф  | Погані часи у «Ель Роялі»               | Bad Times at the El Royale        | Біллі Лі                        |
| 2019 | ф  | Месники: Завершення                     | Avengers: Endgame                 | Тор Одінсон                     |
| 2019 | ф  | Люди в чорному: Інтернешнл              | Men in Black: International       | Агент Ейч                       |
| 2019 | ф  | Джей та Мовчазний Боб: Перезавантаження | Jay and Silent Bob Reboot         | камео                           |
| 2020 | ф  | Евакуація                               | Extraction                        | Тайлер Рейк                     |
| 2022 | ф  | Перехоплювач                            | Interceptor                       | продавець побутової електроніки |
| 2022 | ф  | Спайдергед                              | Spiderhead                        | Стів Абнесті                    |
| 2022 | ф  | Тор: Кохання та грім                    | Thor: Love and Thunder            | Тор Одінсон                     |
| 2023 | ф  | Евакуація 2                             | Extraction 2                      | Тайлер Рейк                     |
| 2024 | ф  | Шалений Макс: Фуріоса                   | Furiosa                           | Дементус                        |
| 2024 | мф | Трансформери: Початок                   | Transformers One                  | Оріон / Оптимус Прайм (голос)   |
| 2026 | ф  | Злочин 101                              | Crime 101                         | Девіс                           |
| 2026 | ф  | Месники: Судний день                    | Avengers: Doomsday                | Тор Одінсон                     |

### Телебачення
| Рік       |    | Українська назва               | Оригінальна назва                                | Роль                                   |
| --------- | -- | ------------------------------ | ------------------------------------------------ | -------------------------------------- |
| 2002      | с  | Ґвіневера Джонс                | Guinevere Jones                                  | Король Артур (3 епізоди)               |
| 2002      | с  | Сусіди                         | Neighbours                                       | Джеймі Кейн (епізод #4069)             |
| 2002      | с  | Маршалл Лоу                    | Marshall Law                                     | Малюк (епізод «Domestic Bliss»)        |
| 2003      | с  | Клуб «Седл»                    | The Saddle Club                                  | Джордж Вайтсайд (епізод «Tenderfoot»)  |
| 2004      | с  | Фергюс Макфейл                 | Fergus McPhail                                   | Крейг (епізод «In a Jam»)              |
| 2004—2007 | с  | Додому і в дорогу              | Home and Away                                    | Кім Гайд (189 епізодів)                |
| 2020      | с  | (мінісеріал)                   | James and the Giant Peach with Taika and Friends | Aunt Sponge (S1-E1)                    |
| 2021      | с  | Локі                           | Loki                                             | Throg (епізод «Journey into Mystery»)  |
| 2021—2024 | мс | Що як…?                        | What If...?                                      | Тор (6 епізодів)                       |
| 2022      | с  | Marvel Studios: Загальний збір | Marvel Studios: Assembled                        | себе (епізод «Thor: Love and Thunder») |

### Відеоігри
| Рік  |    | Українська назва | Оригінальна назва           | Роль         |
| ---- | -- | ---------------- | --------------------------- | ------------ |
| 2011 | вг | Тор: Бог грому   | Thor: God of Thunder        | Тор          |
| 2015 | вг | Lego Dimensions  | Lego Dimensions             | Кевін Бекман |
| 2017 | вг |                  | Ghostbusters VR: Now Hiring | Кевін Бекман |